# Макупін (округ, Іллінойс)
Шаблон:StateAbbr_ 39°16′ пн. ш. 89°55′ зх. д. / 39.26° пн. ш. 89.92° зх. д.
Округ  Макупін (англ. Macoupin County) — округ (графство) у штаті  Іллінойс, США. Ідентифікатор округу 17117.

## Історія
Округ утворений 1829 року.

## Демографія
За даними перепису 
2000 року 
загальне населення округу становило 49019 осіб, зокрема міського населення було 20377, а сільського — 28642.
Серед мешканців округу чоловіків було 23874, а жінок — 25145. В окрузі було 19253 домогосподарства, 13629 родин, які мешкали в 21097 будинках.
Середній розмір родини становив 2,97.
Віковий розподіл населення поданий у таблиці:
| Стать    | До 15 років | 15-21 | 22-29 | 30-39 | 40-49 | 50-65 | 65-85 | Понад 85 |
| -------- | ----------- | ----- | ----- | ----- | ----- | ----- | ----- | -------- |
| Чоловіки | 5029        | 2565  | 2051  | 3192  | 3719  | 3795  | 3147  | 376      |
| Жінки    | 4668        | 2400  | 2063  | 3400  | 3671  | 3890  | 4068  | 985      |

## Суміжні округи
- Сенґамон — північний схід
- Монтгомері — схід
- Медісон — південь
- Ґрін — захід
- Джерсі — захід
- Морган — північний захід

## Виноски
1. ↑  U.S. Decennial Census. United States Census Bureau. Архів оригіналу за 26 квітня 2015. Процитовано 7 липня 2014.
2. ↑  Historical Census Browser. University of Virginia Library. Архів оригіналу за 11 серпня 2012. Процитовано 7 липня 2014.
3. ↑  Population of Counties by Decennial Census: 1900 to 1990. United States Census Bureau. Архів оригіналу за 24 квітня 2014. Процитовано 7 липня 2014.
4. ↑  Census 2000 PHC-T-4. Ranking Tables for Counties: 1990 and 2000 (PDF). United States Census Bureau. Архів (PDF) оригіналу за 18 грудня 2014. Процитовано 7 липня 2014.
5. ↑  State & County QuickFacts. United States Census Bureau. Архів оригіналу за 6 червня 2011. Процитовано 7 липня 2014.(англ.) Наведено за англійською вікіпедією.
6. ↑  American FactFinder. Бюро перепису населення США. Архів оригіналу за 26 лютого 2012. Процитовано 31 січня 2008.

| США | Це незавершена стаття з географії США. Ви можете допомогти проєкту, виправивши або дописавши її. |